# Masato Mizuki
Masato Mizuki (水木 将人 Mizuki Masato?, nacido el 3 de noviembre de 1991 en Kanagawa) es un exfutbolista japonés que se desempeñaba como centrocampista.

## Trayectoria

### Clubes
| Club              | País  | Año         |
| ----------------- | ----- | ----------- |
| Fujieda MYFC      | Japón | 2014        |
| Azul Claro Numazu | Japón | 2015 - 2016 |
| ReinMeer Aomori   | Japón | 2017 - 2018 |
| FC Kariya         | Japón | 2018 - 2021 |

## Estadística de carrera

### J. League
| Club         | Año   | J. League | J. League | Copa J. League | Copa J. League | Total | Total |
| Club         | Año   | Part.     | Goles     | Part.          | Goles          | Part. | Goles |
| ------------ | ----- | --------- | --------- | -------------- | -------------- | ----- | ----- |
| Fujieda MYFC | 2014  | 27        | 2         | -              | -              | 27    | 2     |
| Total        | Total | 27        | 2         | 0              | 0              | 27    | 2     |